# Fossett (Cameroun)
Pour les articles homonymes, voir Fossett (homonymie).
Fossett (ou Fossette, Mfesset) est un village du Cameroun situé dans le département du Noun et la Région de l'Ouest. Il fait partie de l'arrondissement de Foumbot.

## Population
En 1967, la localité comptait 2 256 habitants, principalement Bamoun. Lors du recensement de 2005, on y a dénombré 4 443 personnes.

## Infrastructures
Fossett dispose d'une école publique.